# Calamus karnatakensis
Calamus karnatakensis är en enhjärtbladig växtart som beskrevs av Renuka och Lakshmana. Calamus karnatakensis ingår i släktet Calamus och familjen Arecaceae. Inga underarter finns listade i Catalogue of Life.